# Rotschwanzbussard

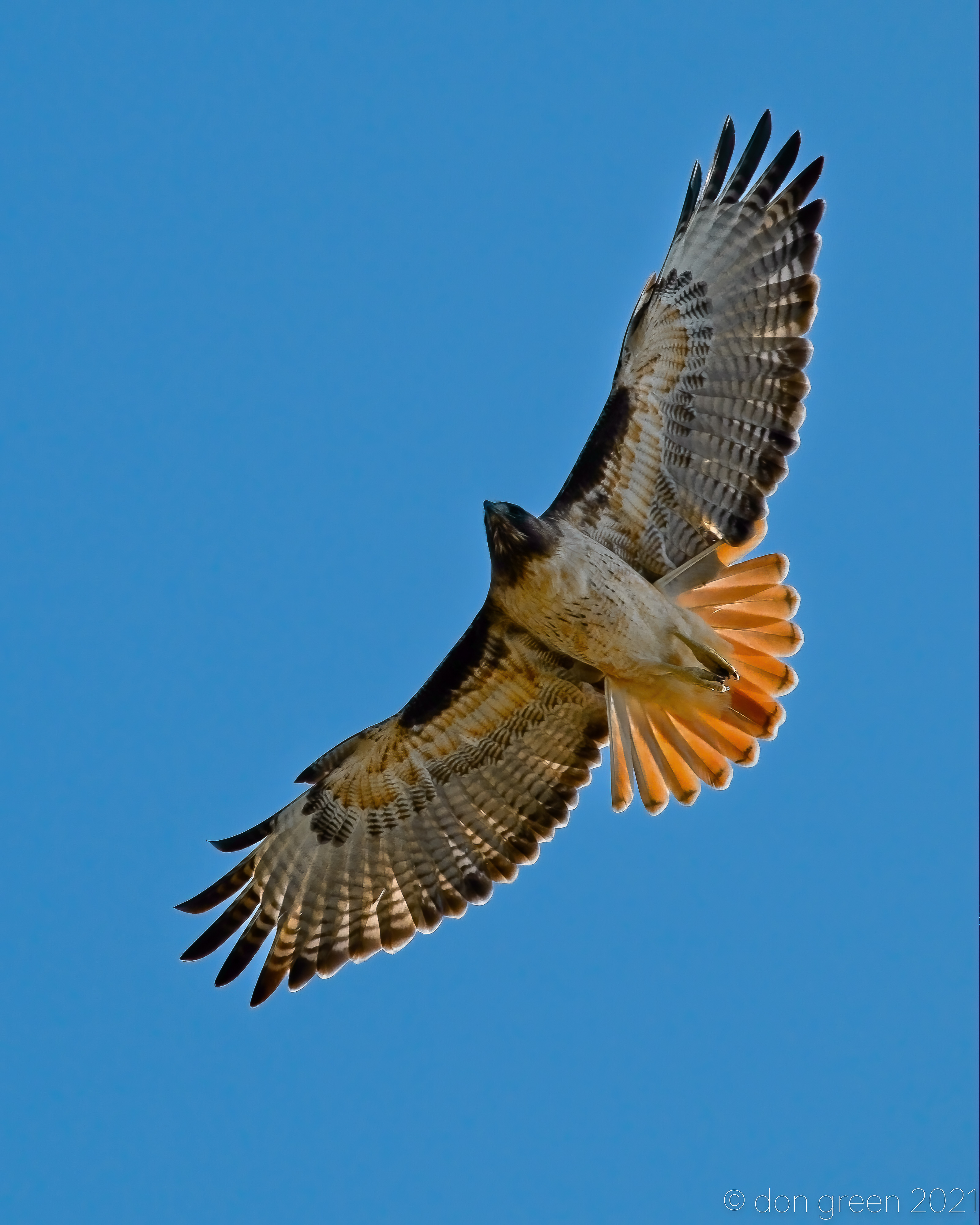
Kreisender Rotschwanzbussard

Der Rotschwanzbussard (Buteo jamaicensis) ist ein Vogelart aus der Gattung der Echten Bussarde (Buteo) in der Familie der Habichtartigen (Accipitridae). Er ist der häufigste Bussard in Nordamerika und ernährt sich von Kleinsäugern (hauptsächlich Nagern), Reptilien, Amphibien, Insekten und anderen Vögeln.

## Beschreibung
Der Rotschwanzbussard hat eine Körperlänge von 45 bis 58 Zentimetern und eine Spannweite von 107 bis 141 Zentimetern. Männchen sind kleiner als Weibchen. Er hat breite, abgerundete Flügel und einen deutlich kräftigeren Schnabel als der Raufußbussard. Das Gefieder ist sehr variabel; im Gesamtverbreitungsgebiet werden zehn Unterarten unterschieden, die zum Teil jeweils auch noch mehrere Farbmorphen ausbilden.

### Ausgewachsene Vögel
Bei ausgewachsenen Vögeln ist die Grundfarbe der Oberseite des Rumpfes und der Flügel dunkelbraun; bei dunklen Morphen einfarbig, bei hellen Morphen mit weißlichen Flecken durchsetzt. Diese helle Fleckung kann auf den Flügeln und im Bereich des mittleren Rückens besonders deutlich ausgeprägt sein und so deutliche, helle Bänder bilden. Der Schwanz ist ungebändert und bei den beiden Unterarten mit dem größten Verbreitungsgebiet (B. j. borealis und B. j. calurus) oberseits meist rostrot, unterseits blassrot mit einer schwachen dunklen Subterminalbinde und einer schmalen weißlichen Endbinde.
Rumpfunterseite und Unterflügeldecken sind bei helleren Morphen weißlich. Der Flügelbug ist vom Flügelansatz etwa bis zum Carpalgelenk dunkel, außerdem zeigt der Bauch meist ein Band aus dunklen Längsflecken. Bei dunkleren Morphen ist der Rumpf wie die Oberseite einfarbig braun oder rötlich. Die Iris ist dunkelbraun bis rötlich.

### Jungvögel

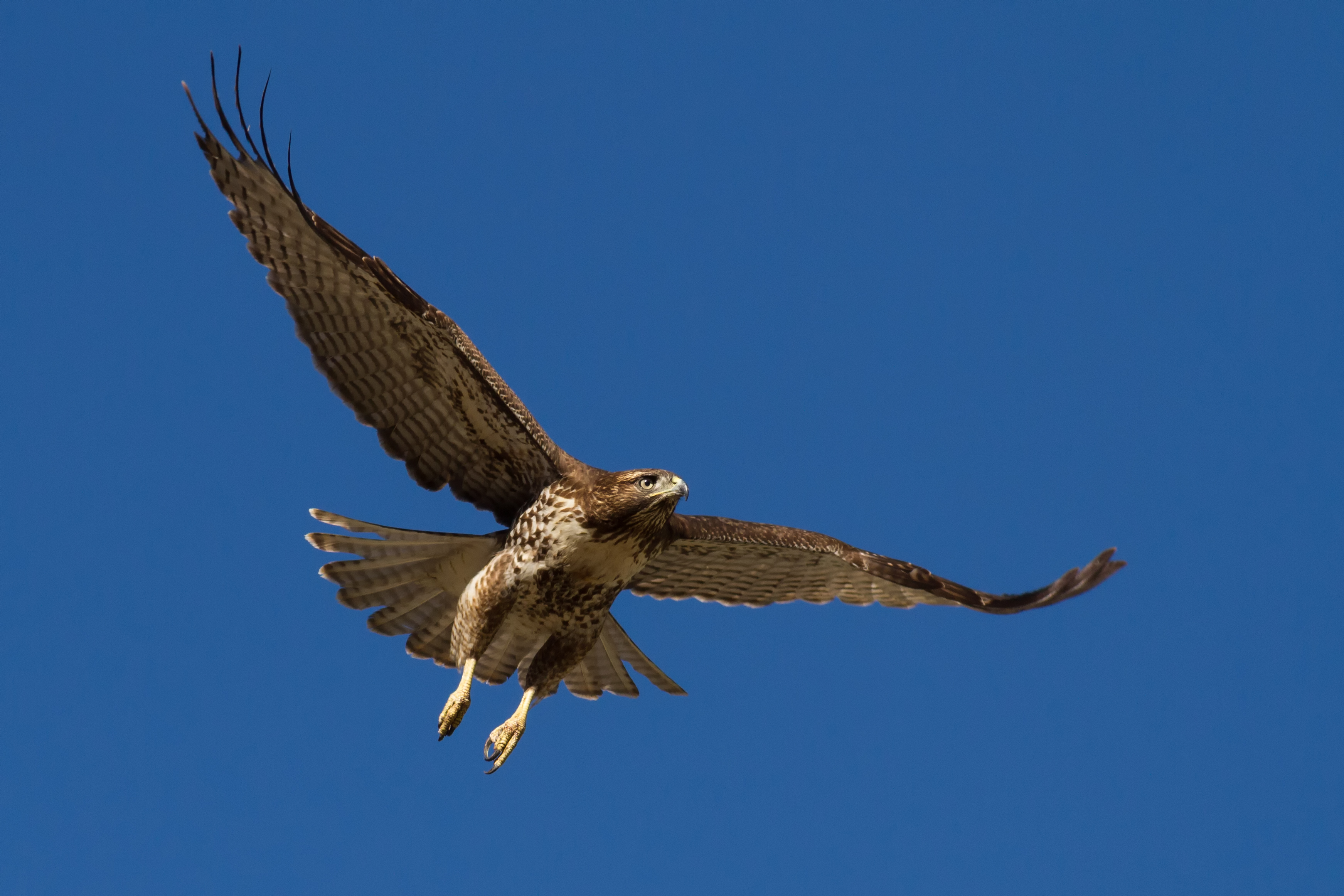
Juveniler B. j. calurus im Flug (Squaw Valley, Kalifornien)

Bei Jungvögeln ist der Schwanz im Gegensatz zu den Altvögeln graubraun mit durchgehenden, zahlreichen dunklen Querbinden, einer breiteren Subterminalbinde und einer weißlichen Endbinde, außer bei der Unterart Buteo j. harlani. Die Unterseite ist dunkel gefleckt, die Iris hell.

## Unterarten
- B. j. borealis – kommt im Osten Nordamerikas bis zu den Great Plains und im Süden bis zur Küste des Golf von Mexiko vor, überwintert im Süden bis nach Südmexiko.

- B. j. calurus – kommt im Westen Nordamerikas von Alberta bis in den Süden von Arizona und nach New Mexico vor. Eine dunkle und eine rotbraune Morphe. Diese haben eine dunkle Unterseite und dunkle Zeichnung der Flügel, die auch die dunklen vorderen Flügelränder und das Bauchband verdunkeln. Der Schwanz ist dunkel rötlich.

- B. j. alascensis – kommt an den Küsten im Südosten Alaskas, von British Columbia und Washington vor, überwintert im Südwesten der USA.

- B. j. harlani – brütet im westlichen und zentralen Alaska sowie in Kanada in Yukon und im Norden von British Columbia, überwintert hauptsächlich im Süden der USA. Ihm fehlt die sonst typische Färbung und Zeichnung des Schwanzes. Die dunkle Morphe hat einen schmutzig-weißen Schwanz mit diffuser dunkler Subterminalbinde und heller Endbinde. Auf der dunklen Brust sind einige weiße Längsstreifen. Die sonstige Unterseite ist ebenfalls dunkel. Die hellen Flecken der Schirmfedern und Decken der Handschwingen können vermindert sein. Die sehr seltene helle Morphe hat ebenfalls diese Schwanzfärbung und -zeichnung.

- B. j. fuertesi – kommt im Südwesten der USA, von South Carolina über Texas bis in den Süden nach Nordwestmexiko vor, hat kein helles Bauchband und ist insgesamt heller auf der Unterseite.

- B. j. umbrinus – kommt im Süden von Florida und auf den Bahamas vor.

- B. j. solitudinis – kommt auf Kuba und den Bahamas vor.

- B. j. jamaicensis – die Nominatform, kommt auf Jamaika, Hispaniola, Puerto Rico und dem Norden der Antillen vor.

- B. j. kemsiesii – kommt im Hochland des äußersten Süden Mexikos und nach Süden bis in den Norden Nicaraguas vor.

- B. j. costaricensis – kommt im Hochland von Costa Rica und dem Westen Panamas vor.

- B. j. socorroensis – kommt auf den Socorro Inseln westlich vor Zentralmexiko vor.

- B. j. suttoni – kommt im Süden der Baja California vor.

- B. j. fumosus – kommt auf den Tres-Marias-Inseln westlich von Zentralmexiko vor.

- B. j. hadropus – kommt im Hochland von Südmexiko (von Jalisco südlich bis nach Oaxaca) vor.

## Stimme
Der charakteristische Ruf ist ein raues, absteigendes „kiiieer“. Der schrille Schrei wird in populären Medien wie z. B. Spielfilmen regelmäßig als „Standardschrei“ für verschiedenste Arten Greifvögel (wie z. B. Weißkopfseeadler) und Falken genutzt, deren Originalrufe oft weniger eindrucksvoll sind.

## Lebensraum
Wälder mit angrenzenden offenen Flächen, Prärie mit Gehölzen, auch Wüsten.

## Falknerei
Der Rotschwanzbussard wird insbesondere in Nordamerika zur Falknerei genutzt.